# Tyrrell 023
Tyrrell 023 — спортивный автомобиль, разработанный конструктором Харви Постлуэйтом для команды Tyrrell. В сезоне 1995 года болидом управляли Юкио Катаяма и Мика Сало. Тест-пилот Габриэле Тарквини участвовал только в Гран-при Европы 1995 года, заменив Катаяму получившего травму на Гран-при Португалии 1995 года.

## История
После простого, но эффективного Tyrrell 022, модель 1995 года стала большим разочарованием для команды. Шасси было довольно посредственным, инновационная подвеска оказалась неэффективной и была заменена в середине сезона.
Сало очень активно начал первый сезон в команде, заработав все 5 очков для команды. На стартовом этапе в Бразилии он шёл на 3-м месте до 39-го круга, пока из-за судорог в руке не вылетел с трассы, в результате финишировав лишь седьмым.
Катаяма наоборот разочаровал после многообещающего сезона 1994 года. Будучи невысоким пилотом, он испытывал сложности из-за высоких бортов кокпита, и уступал в результатах своему менее опытному напарнику. После ухода из гонок в сезоне 1997 года, японец признался, что в то время у него был рак спины, который повлиял на результаты его выступлений.
В Кубке Конструкторов команда заняла 9-е место.

## Результаты выступлений в гонках
| Год  | Команда              | Двигатель        | Шины | Пилоты   | 1    | 2    | 3    | 4    | 5    | 6    | 7    | 8    | 9    | 10   | 11   | 12  | 13  | 14  | 15  | 16   | 17   | Место | Очки |
| ---- | -------------------- | ---------------- | ---- | -------- | ---- | ---- | ---- | ---- | ---- | ---- | ---- | ---- | ---- | ---- | ---- | --- | --- | --- | --- | ---- | ---- | ----- | ---- |
| 1995 | Nokia Tyrrell Yamaha | Yamaha OX10C V10 | G    |          | БРА  | АРГ  | САН  | ИСП  | МОН  | КАН  | ФРА  | ВЕЛ  | ГЕР  | ВЕН  | БЕЛ  | ИТА | ПОР | ЕВР | ТИХ | ЯПО  | АВС  | 9     | 4    |
| 1995 | Nokia Tyrrell Yamaha | Yamaha OX10C V10 | G    | Катаяма  | Сход | 8    | Сход | Сход | Сход | Сход | Сход | Сход | 7    | Сход | Сход | НКЛ | НС  | Т   | 14  | Сход | Сход | 9     | 4    |
| 1995 | Nokia Tyrrell Yamaha | Yamaha OX10C V10 | G    | Тарквини |      |      |      |      |      |      |      |      |      |      |      |     |     | 14  |     |      |      | 9     | 4    |
| 1995 | Nokia Tyrrell Yamaha | Yamaha OX10C V10 | G    | Сало     | 7    | Сход | Сход | 10   | Сход | 7    | 15   | 8    | Сход | Сход | 8    | 5   | 13  | 10  | 12  | 6    | 5    | 9     | 4    |